# ¡Salve, oh Patria!
¡Salve, oh Patria! és l'himne nacional de l'Equador. L'autor de la lletra és l'escriptor Juan León Mera i la música fou composta per Antonio Neumane. Es va adoptar l'any 1886.